# Агбо, Патрик
Патрик Умомо Агбо (англ. Patrick Umomo Agbo; род. 21 октября 1981, Кадуна) — нигерийский футболист. В настоящее время завершил карьеру. Играл на позициях полузащитника и нападающего.

## Карьера
Патрик Агбо воспитанник нигерийской футбольной школы «НУБ». До переезда на Украину выступал за местный клуб «Эньимба Интернэйшнл». Нигерийский нападающий дебютировал в составе «Система-Борекс» 10 сентября 2000 года, заменив Кондратовича в поединке с хмельницким «Подолем». Первый гол он забил в четвёртом своем матче, поразив ворота херсонского «Кристалла». Игра 19-летнего нападающего привлекла к себе внимание тренерского штаба донецкого «Металлурга», который пригласил футболиста попробовать свои силы в клубе Донбасса. Правда, Агбо преимущественно выступал за вторую команду «металлургов», в составе которой стал одним из лучших бомбардиров группы Б второй лиги. Следующие два сезона нигериец провел в составе ивано-франковского «Прикарпатья» и луганской «Зари», в составе «Зари» продемонстрировать ожидаемую от него игру Агбо не удалось, и он покинул Украину.
Транзитом через Китай в клуб «Донжань Донченг», форвард оказался в узбекском «Навбахоре», с которым был связан следующие три сезона. Правда за это время Агбо дважды покидал коллектив, защищая цвета армянского «Бананца» и иорданского «Аль-Файсали». В 2007 году он принял предложение «Курувчи», где провел один полноценный сезон, а впоследствии пополнил ряды футболистов самаркандского «Динамо». В это время Агбо все чаще стали использовать не на острие, а на позиции вингера. В 2010 году Патрик перешёл в состав «Шуртан» а следующий сезон начал в хорошо ему знакомом «Навбахоре». Впрочем, в Намангане дела Агбо не пошли на лад и он вернулся в «Шуртан», где и завершил карьеру в начале 2013 года. За год до этого нигериец получил сложную травму и вынужден был ложиться на операционный стол на Украине.

## Достижения
«Система-Борекс»
- Серебряный призёр группы Б Второй Лиги Украины: 2000/01

«Металлург Донецк»
- Бронзовый призёр Высшей Лиги Украины: 2001/02

«Авангард Ровеньки»
- Обладатель Кубка Министерства угольной промышленности Украины: 2003

«Бананц»
- Финалист Кубка Армении: 2004

«Курувчи»
- Серебряный призёр Высшей Лиги Узбекистана: 2007
- Финалист Кубка Узбекистана: 2007

«Шуртан»
- Финалист Кубка Узбекистана: 2010